# Z deníku žáka III.B aneb Edudant a Francimor
Z deníku žáka III.B aneb Edudant a Francimor je český animovaný televizní seriál. Původně bylo zpracováno šest dílů, vysílaných od 30. prosince 1993, následovalo dalších sedm dílů. Po úspěchu prvních dílů přibylo dalších 13 dílů. Celkově bylo natočeno 26 dílů. Všechny byly vysílány v rámci Večerníčku.
Seriál pojednává o příhodách dvou synů kouzelnice Halabáby. Autorem předlohy byl spisovatel Karel Poláček, na motivy knihy Edudant a Francimor prvních 13 dílů scenáristicky zpracovali Jiří a Alena Munkovi, druhou sérii zpracovala do scénáře Jaroslava Havettová. Výtvarnou stránku dodal malíř a grafik Vratislav Hlavatý, režijně natáčení vedla Jaroslava Havettová. Kameramanem byl Zdeněk Kovář, pohádky vyprávěl Milan Šteindler. Hudbu vytvořil Petr Hapka.
Seriál byl pro Českou televizi vyroben kreslenou technologií ve Studiu Bratři v triku – KF a. s.

## Seznam dílů
1. Edudant a Francimor jsou v nesnázích
2. Edudant a Francimor jsou doma
3. Edudant a Francimor jdou ven
4. Edudant a Francimor jsou ve škole
5. Edudant a Francimor se předvádějí
6. Edudant a Francimor jsou na výletě
7. Edudant a Francimor jsou v hostinci
8. Edudant a Francimor jsou na hradě
9. Edudant a Francimor padnou do zajetí
10. Edudant a Francimor trénují
11. Edudant a Francimor útočí
12. Edudant a Francimor ve vězení
13. Edudant a Francimor vítězí
14. Edudant a Francimor si užívají
15. Edudant a Francimor sáňkují
16. Edudant a Francimor mezi trpaslíky
17. Edudant a Francimor u táborníků
18. Edudant a Francimor mají návštěvu
19. Edudant a Francimor u sestřenice
20. Edudant a Francimor se stěhují
21. Edudant a Francimor jsou udivení
22. Edudant a Francimor pátrají
23. Edudant a Francimor se vracejí
24. Edudant a Francimor jsou podvedení
25. Edudant a Francimor jsou v maléru
26. Edudant a Francimor se loučí